# Wohn- und Geschäftshaus Deichstraße 10
Das Wohn- und Geschäftshaus Deichstraße 10 in Cuxhaven, Deichstraße/Ecke Schwarzer Weg stammt vom Ende des 19. Jahrhunderts.
  
Das Haus wird heute (2020) für Wohnungen, Läden und  eine Praxis genutzt. 
Das Gebäude steht unter niedersächsischem Denkmalschutz und ist in der Liste der Baudenkmale in Cuxhaven enthalten.

## Geschichte
Die Deichstraße wurde benannt nach dem ursprünglichen Verlauf am westlichen Hafenobdeich. Rund zehn Häuser sind hier denkmalgeschützt.
Das zwei- und dreigeschossige verputzte repräsentative Gebäude mit dem seitlichen dreigeschossigen markanten Giebelerker mit einem Voluten- bzw. Schweifgiebel und dem verspielten Erker mit dem spitzen Zeltdach sowie dem achteckigen Dachtürmchen als Dachreiter und Ausguck wurde 1895 in der Epoche des Historismus und im Stil des Neobarocks für den Apotheker Ernst Wilhelm Voss (Voss-Apotheke) erbaut. Hier war nun bis  2016 die später umbenannte Löwen-Apotheke untergebracht. Sie war die erste Apotheke in Cuxhaven. Das ehemalige Apothekerhaus in der Hardewiek 105, heute Kleine Hardewiek, wurde 1909 abgerissen.
Die Gebäude Deichstraße 4, 5 bis 8, 9, 12A, 13a, 20 und 40 stehen auch unter Denkmalschutz, für Nr. 12 wurde der Denkmalschutz aufgehoben.